# جورج آر. ریدل
جورج آر. ریدل (به انگلیسی: George R. Riddle) سناتور سابق عضو حزب دموکرات ایالات متحده آمریکا بود. وی در سال ۱۸۶۴ تا ۱۸۶۷ میلادی سناتور ایالت دلاویر در سنای ایالات متحده آمریکا بود.